# Bowery Songs
Albums de Joan Baez
Dark Chords on a Big Guitar
(2003) Day After Tomorrow
(2008)
Bowery Songs est un album live de Joan Baez sorti le 6 septembre 2005.

## Titres
| 1.    | Finlandia                           | Jean Sibelius, Georgia Harkness, Lloyd Stone | 2:08 |
| 2.    | Rexroth's Daughter                  | Greg Brown                                   | 5:00 |
| 3.    | Deportee (Plane Wreck at Los Gatos) | Woody Guthrie, Martin Hoffman                | 5:24 |
| 4.    | Joe Hill                            | Alfred Hayes, Earl Robinson                  | 4:18 |
| 5.    | Christmas in Washington             | Steve Earle                                  | 5:17 |
| 6.    | Farewell, Angelina                  | Bob Dylan                                    | 3:36 |
| 7.    | Motherland                          | Natalie Merchant                             | 5:16 |
| 8.    | Carrickfergus (traditionnel)        | Alan Connaught                               | 5:41 |
| 9.    | Jackaroe (traditionnel)             |                                              | 5:07 |
| 10.   | Seven Curses                        | Dylan                                        | 5:26 |
| 11.   | Dink's Song (traditionnel)          |                                              | 4:37 |
| 12.   | Silver Dagger (traditionnel)        |                                              | 3:52 |
| 13.   | It's All Over Now, Baby Blue        | Dylan                                        | 4:26 |
| 14.   | Jerusalem                           | Earle                                        | 4:17 |
| 64:25 |                                     |                                              |      |

## Musiciens
- Joan Baez – chant, guitare
- George Javori – batterie, percussions
- Graham Maby – voix de fonds
- Duke McVinnie – guitare, voix de fond
- Erik Della Penna – banjo, guitare, guitare lap steel, voix de fonds